# Castelo de Aigües
O Castelo de Aigües localiza-se no município de Aigües, na província de Alicante, comunidade autónoma da Comunidade Valenciana, na Espanha.

## História
Foi erguido a partir do século XIV, no alto de uma elevação, em posição dominante sobre a povoação.
Actualmente restam apenas poucos elementos desta fortificação, destacando-se a torre de menagem, de planta quadrada, disposta ao centro do recinto muralhado, alguns restos dos panos de muralha e o embasamento das torres que a amparavam.